# 21-я церемония «Грэмми»
21-я церемония вручения премий «Грэмми» состоялась 15 февраля 1979 года в Shrine Auditorium, Лос-Анджелес. Группа Bee Gees получила 4 премии «Грэмми», включая Лучший альбом года «Saturday Night Fever». Экс-президент Ричард Никсон со своим альбомом-интервью проиграл кинорежиссёру Орсону Уэллсу в категории «Лучший разговорный альбом».

## Основная категория
- Запись года
  - Фил Рамон (продюсер) и Билли Джоэл за песню «Just the Way You Are»
- Альбом года
  - Broadway Eddie, Richard Finch, Albhy Galuten, K.G. Productions, Ron Kersey, Ариф Мардин, Bobby Martin, Bill Oakes, Freddie Perren, Karl Richardson, William Salter, Thomas J. Valentino (продюсеры) и Bee Gees, Yvonne Elliman, K.C. and the Sunshine Band, Kool & the Gang, Walter Murphy, Tavares & Trammps за альбом «Saturday Night Fever»
- Песня года
  - Билли Джоэл за песню «Just the Way You Are»
- Лучший новый исполнитель
  - A Taste of Honey

## Классическая музыка

### Альбом года
- Карло Мария Джулини (дирижёр), Ицхак Перлман (скрипач), Кристофер Бишоп (продюсер) — за запись Концерта для скрипки с оркестром Иоганнеса Брамса

### Лучшая запись сочинений для оркестра
- Герберт фон Караян (дирижёр), Michel Glotz (продюсер) — за запись полного комплекта симфоний Л. ван Бетховена (Beethoven: Symphonies (9) (Complete))

## Поп

### Лучшее женское вокальное поп-исполнение
- Энн Мюррей — «You Needed Me»

### Лучшее мужское вокальное поп-исполнение
- Барри Манилоу — «Copacabana (At the Copa)»

## R&B

### Лучшее женское вокальное R&B-исполнение
- Донна Саммер — «Last Dance»

### Лучшее мужское вокальное R&B-исполнение
- Джордж Бенсон — «On Broadway»

## Джаз

### Лучшее инструментальное джаз-соло
- Оскар Питерсон — «Oscar Peterson Jam — Montreux '77»

### Best Jazz Instrumental Performance, Big Band
- Mel Lewis Thad Jones — «Live in Munich»

## Лучший разговорный альбом

### Best Spoken Word Recording
- Орсон Уэллс за запись «Citizen Kane»